# 高津臣吾
高津 臣吾（たかつ しんご、1968年11月25日 - ）は、広島県広島市南区出身の元プロ野球選手（投手、右投右打）、プロ野球監督。2022年以降の登録名は「髙津 臣吾」（読み同じ）。
NPB、MLB、KBO、CPBLと4つの国の野球リーグを経験した初の日本人選手。現役時代はサイドスローからの鋭いシンカーを武器に抑え投手として活躍し、ヤクルトの1990年代黄金期を支え4度の日本一に貢献した。岩瀬仁紀に次ぐNPB歴代2位の通算286セーブ、佐々木主浩に次いで日本人史上2人目となる日米通算300セーブ、最終的には岩瀬、佐々木に次ぐ日本人歴代3位となる日米通算313セーブを記録した。2022年に野球殿堂入り。

## 経歴

### 生い立ち
広島市立段原小学校へ入学前に比治山町のマンションへ転居する。当時は高い建物が少なく、部屋の窓から広島市民球場がよく見えた。幼少期から市民球場へ何度も通い、白地に赤いユニフォームでグラウンドで躍動する広島東洋カープの選手に憧れた。特にミスター赤ヘルこと山本浩二の大ファンであった。広島市内の歓楽街でフグ料理店を経営する叔母に頼んで江夏豊に対面する機会も得た。家の近くの公園で見た少年野球をきっかけに、小学校3年のときに地元の軟式野球チーム「段原レッドイーグルス」で野球を始めた。その後、張本勲らを輩出した広島市立段原中学校へ進学するが、当時の野球部は活動が盛んではなく、高校は自宅に近い広島工業高等学校へ進学する。

### プロ入り前
広島工業では県内では図抜けた存在だった上田俊治を見て、何か特徴が欲しいとスリークォーターからアンダースローにフォームを変える。1986年に控え投手兼一塁手として春夏連続で甲子園に出場。第58回選抜は準々決勝に進むが宇都宮南高のエース高村祐に抑えられ敗退。第68回全国選手権は3回戦で鈴木健のいた浦和学院に敗れた。本大会での登板はなく代打での出場にとどまるが、広島大会では4試合に登板して2完封、準決勝でも尾道東高に完投勝利し、甲子園出場に貢献している。
高校卒業後は小川成海監督に勧められ亜細亜大学に進学。同期に小池秀郎がおり、投の二本柱として活躍。東都大学野球リーグでは1990年に春秋季連続優勝を飾る。同年春の全日本大学野球選手権大会でも決勝で小池が完投し小坂勝仁投手擁する東北福祉大を2-1で降し優勝。同年秋の明治神宮野球大会では準決勝で、杉浦正則や3年生片岡篤史らを擁して優勝した同志社大に小池温存高津先発により3-4で惜敗した。リーグ通算40試合に登板し11勝15敗、防御率2.34、140奪三振。大学2年のとき、スピードをつけるため、アンダースローからサイドスローにフォームを修正する。このときシンカーを投げるようになった。他の大学同期に川尻哲郎がいる。
大学卒業後は広島東洋カープへの入団を希望したが、カープからは横手投げは獲らないといわれ獲得のオファーはなかった。社会人野球の三菱重工広島の内定を得ていたが、ヤクルトスワローズから小池秀郎の視察に来ていた片岡宏雄が、横手投げの面白い投手である高津に着目し、1990年度ドラフト会議にてヤクルトスワローズから3位指名で交渉権を獲得し契約金5500万円、年俸700万円（金額は推定）で入団。背番号は22。ヤクルトは小池を1位指名して抽選を外しているが、小池の交渉権を獲得できていた場合、高津を指名することはなかったと片岡スカウトが語っている。

### ヤクルト時代
入団当時は先発投手として期待されていた。持ち球はストレート、カーブ、スライダー、シュート、速めのシンカーで、制球は良かったが勝負球になるものがなく、目立たない投手だった。
大きな転機となったのは1992年の秋季キャンプで遅いシンカーを習得したことである。これはチームが西武ライオンズとの同年の日本シリーズで潮崎哲也の遅いシンカーに苦しめられたことを受け、当時の監督であった野村克也から「150キロの腕の振りで100キロの遅いシンカーを投げろ」と習得を命じられたためである。
1993年、5月2日の対読売ジャイアンツ戦では松井秀喜にプロ初本塁打を献上するも、チームのリードを守り切りプロ初セーブを記録。この年の夏頃から、昨オフより取り組んできた球速100 km/h台のシンカーを用いた投球術に結果が伴うようになった。当時の球団記録を塗り替える20セーブを挙げ、2年連続となるリーグ優勝に貢献。同年の西武ライオンズとの日本シリーズでは3セーブを挙げる活躍を見せ、第7戦では川崎憲次郎を8回からリリーフし胴上げ投手になった。
1994年、熾烈なセーブ王争いに競り勝ちプロ入り初のタイトルとなる最優秀救援投手を獲得。
1995年、不動の抑えとして自身のセーブ記録を更新する28セーブを挙げリーグ優勝、日本一に貢献。日本シリーズでは2度目の胴上げ投手になった。
1996年、5月が終わるまでは1勝10セーブ防御率も1.65と安定感を誇っていたが、6月に初黒星を記録するとそこから不安定な投球が目立ち6月に2敗、8月に3敗とチームの不振に釣られる形で救援失敗が目立つ結果となり、21セーブは記録したが自己ワーストの6敗を記録した。7月21日に行われたオールスターゲーム第2戦では松井の代打として登場、相手投手のイチローに遊ゴロに打ち取られた。
1997年、シーズン序盤抑えとして結果を残せず、先発要員としても起用されるも先発でも2連敗と結果が出なかった。7月以降は中継ぎで徐々に安定感を取り戻し、高津にかわって抑えに定着していた伊藤智仁が故障明けで連投できないこともあり、左の加藤博人と共にセットアッパー兼抑えとして登板しチームのリーグ制覇・日本一に貢献（防御率は自己最高を更新）。日本シリーズでは3度目の胴上げ投手になった。この起用に関してはこのシリーズで伊藤の不調があったが、監督の野村克也からも「最後は伊藤より高津の方が似合う」の一言が高津の長年の信頼があることがわかる。
伊藤が先発投手に復帰した1998年は再び抑えを任されたが、42試合に登板したが2勝3敗3セーブ、防御率5.56と終始低調で序盤は伊藤が再び抑えに回ったり伊藤が先発に復帰するとベテランの廣田浩章が抑えを担当した。同年の左右打者別被打率は対右打者が.348、対左打者が.214で、三塁時には被打率1.000（2打数2被安打）、満塁時には被打率.545（11打数6被安打）と打ち込まれていた。選手別で見ると立浪和義（中日ドラゴンズ）・谷繁元信（横浜ベイスターズ）は3打数0被安打、進藤達哉（横浜）は4打数0被安打、江藤智（広島）は被打率.143（7打数1被安打）と抑え込んだ一方、金本知憲（広島）は.429（7打数3被安打）、和田豊（阪神タイガース）は2年連続被打率4割以上となる.500（7打数3被安打）、松井秀喜は.667（3打数2被安打）、レオ・ゴメス（中日）は.750（4打数3被安打）とそれぞれ苦手にしていた。チーム別防御率は優勝した横浜相手に2.53、最下位の阪神相手に2.35を記録し、5位の広島相手にも3.09としていたが、2位の中日には11.00、3位の巨人には11.37と大きく打ち込まれていた。同シーズン終了までに通算98セーブを記録していたが、江川卓は1999年の開幕前に高津について、ストレートの威力・球速がそれまでの全盛期に比べて低下したことでシンカーも打たれやすくなっており、これ以上抑えとして活躍することは厳しいだろうと評し、今後は先発でもう一花咲かせるためにカーブのコントロールを磨くべきだろうとも評していた。
若松勉新監督が就任した1999年は首脳陣から「登板間隔をあけた方が負担がかからないから」と先発転向を打診されたが、「自分は抑えにプライドを持っているから」と拒否し、希望通り抑えで起用される。結果、自身のセーブ記録を更新するシーズン初の30セーブを挙げ、2度目の最優秀救援投手のタイトルを獲得。
2001年、自己最高の37セーブを挙げ3度目の最優秀救援投手を獲得、チームのリーグ優勝および日本一に大きく貢献。日本シリーズでは4度目の胴上げ投手になった。日本シリーズでは自身の持つ日本シリーズの通算セーブ記録を8に更新して連続無失点も継続した。これが高津にとっての現役での最後の日本シリーズ登板となり無失点のまま現役を終えている。
2003年、佐々木主浩の持つ通算229セーブのプロ野球記録を更新。3年連続となる最優秀救援投手を獲得し、オフにはFA権を行使。

### ホワイトソックス時代
2003年11月にジョー・アーボンを代理人とし、シカゴ・ホワイトソックスと年俸75万ドルの1年契約（2年目は球団オプション）を結ぶ。
2004年4月9日のニューヨーク・ヤンキース戦でメジャー初登板を果たし、最初の打者として松井秀喜と対戦。5月1日のトロント・ブルージェイズ戦でメジャー初勝利、6月12日のアトランタ・ブレーブス戦でメジャー初セーブを挙げる。その後はビリー・コッチに代わりクローザーを務める。4月23日のタンパベイ・デビルレイズ戦から6月29日のミネソタ・ツインズ戦まで24試合連続無失点を記録し、地元メディアから「ミスターゼロ」という名誉あるニックネームを貰った。監督のオジー・ギーエンは「マリアノ・リベラでも連れてこない限り、シンゴは我々にとって最高のクローザーだ」とコメント。9月にはESPNの選出した「お買い得だったFA選手ベスト10」では大塚晶則に次いで7位にランクイン。最終的にリリーフ投手中リーグ3位のWHIP0.98と同8位の防御率2.31を記録する投球で19セーブを記録。20度のセーブ機会で失敗したのは1度だけであった。10月28日には球団がオプションを行使し年俸250万ドルの1年契約を結んだ。
2005年も開幕から抑えとして起用されるも、4月7日の対クリーブランド・インディアンス戦で1イニング3本塁打を打たれるなど序盤から救援失敗が続いた。特に5月までの14.1回で7被本塁打を喫し、6月は防御率0.96、WHIP0.75と復調したものの、7月には防御率12.60、WHIP2.20と再び打ち込まれ、18日にDFAとなり、8月1日にFAとなった。

### メッツ時代
2005年8月12日にニューヨーク・メッツとマイナー契約を結んだ。9月1日にメジャー昇格を果たすも、オフにFAとなり退団。同シーズンのホワイトソックスがワールドシリーズを優勝したため、チャンピオンリングを手に入れた。

### ヤクルト復帰

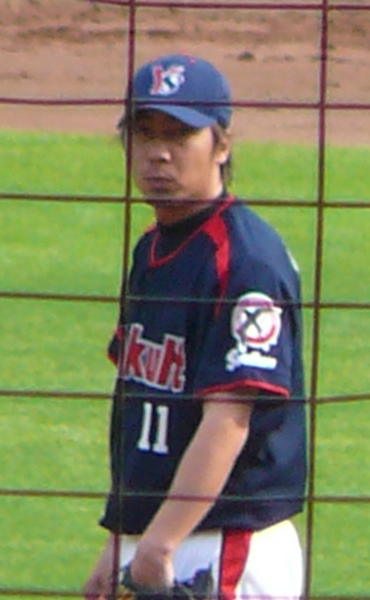
第二次ヤクルト選手時代
（2006年5月14日、スカイマークスタジアムにて）

2006年、盟友の古田敦也が選手兼任監督に就任したこともあり、春季キャンプでの入団テストを経て3年ぶりにヤクルトに復帰。背番号は11。シーズン当初は中継ぎを任されたが、石井弘寿、五十嵐亮太の故障離脱を受け、夏場からは慣れ親しんだ抑え投手の座に返り咲いた。10月7日の対広島東洋カープ戦（明治神宮野球場）では10試合連続連続セーブを記録するとともに、日米通算300セーブを達成。日米通算300セーブを達成した日本人選手は佐々木主浩に次いで史上2人目である。最終的にチーム最多の13セーブを挙げた。オフに、背番号を渡米まで着用していた22に戻した。
2007年は前年同様抑え投手を任され、開幕から3試合連続セーブを記録する好スタートを切ったが、6月30日の対中日ドラゴンズ戦（こまちスタジアム）の登板後に宿舎のホテルで入浴中に足を滑らせて転倒し、左足親指を剥離骨折（全治3週間）し戦線を離脱した。夏場には救援失敗を繰り返し、8月半ばから再び二軍に降格。約1か月後に一軍へ復帰し抑えに復帰するも、登板数は大きく減り、セーブ数は前年と同じ13ながら、防御率6点台、5敗を喫するなど精彩を欠いたシーズンとなった。最終戦翌日の10月10日に突如戦力外通告を受けた。直後の取材で「急だったので驚いたと同時にショックを受けた」「チームメイトやスワローズファンへあいさつをする場所がないのが何よりも残念」とコメントしているように、球団フロントからの事前通告や話し合いの機会が一切なく、ファンに別れの挨拶をする機会も与えられなかったために批判が殺到し、鈴木球団社長がヤクルトファンに宛てた謝罪文を球団の公式ホームページ上で掲載する事態にまで発展した。本人は現役続行の意向を表明していたものの、12球団合同トライアウト（同年オフに2回実施）については「自分にもプライドがあるし、考えていない」と参加を否定し、不参加で連絡を待ったが獲得する球団はなく、11月30日付で自由契約公示された。

### カブス傘下時代
2008年1月18日にシカゴ・カブスとマイナー契約を結び、スプリングトレーニングに招待選手として参加。しかし、オープン戦で登板した5試合で4回1/3を投げて防御率9.64と結果を残せなかった。3月11日に戦力外通告を受けたが、現役続行を表明。16日に古巣のシカゴ・ホワイトソックス監督のオジー・ギーエンから勧められて入団テストを受けるも不合格となった。

### 韓国時代
2008年6月13日に、不振により退団したジェイソン・スコービーの代役として、KBOのウリ・ヒーローズと契約金6万ドル、年俸12万ドルで契約。KBOでは4人目の日本人選手となった。6月24日に初登板、6月29日には1回2/3を無失点に抑え初セーブを挙げた。最終的に18試合に登板し1勝0敗8セーブ、防御率0.86だったが、12月17日に、ダグ・クラークを獲得する球団方針のため退団。

### ジャイアンツ傘下時代
2009年5月、ロサンゼルス郊外でメジャー球団のスカウトが見守る中でトライアウトを受験し、サンフランシスコ・ジャイアンツとマイナー契約を結んだ。40歳7か月は日本人最高齢での契約となった。7月にAAA級フレズノ・グリズリーズに合流した。

### 台湾時代
2010年1月4日にCPBLの興農ブルズと契約。6月12日に球界トップの13セーブ目を挙げ、所属の興農ブルズが前期優勝を決め、胴上げ投手になる。11月26日、興農ブルズから契約打ち切りを告げられたことを発表。

### 独立リーグ・新潟時代
2011年1月24日に新潟アルビレックスBCへの入団が発表される。背番号も引き続き22を背負う。名球会会員が独立リーグでプレーするのは史上初。また、4月より並行してフジテレビ系列『すぽると!』の毎週火曜のレギュラー野球解説者も務めることとなった（シーズン開幕後は試合日程に差支えがない範囲での出演）。BCリーグ1年目となる2011年のシーズンは4月16日の開幕戦から登板し、最終的に27試合に登板し、0勝2敗16セーブ防御率2.16でセーブ数はリーグトップであった。
2012年より新潟の選手兼任監督に就任。8月31日、同年限りでの現役引退を表明。9月22日の長岡市悠久山野球場の新潟対信濃戦が引退試合となり、9回二死から登板し原大輝をレフトフライに打ち取った。試合後には「終球式」が行われ、ヤクルト時代にバッテリーを組んだ古田敦也に対して「最後の1球」を投じている。監督としてはBCリーグ初優勝、四国アイランドリーグplus王者の香川とのグランドチャンピオンシップは3連勝し制した。同年限りで監督を退任。背番号22は、新潟の永久欠番に制定された。

### 引退後

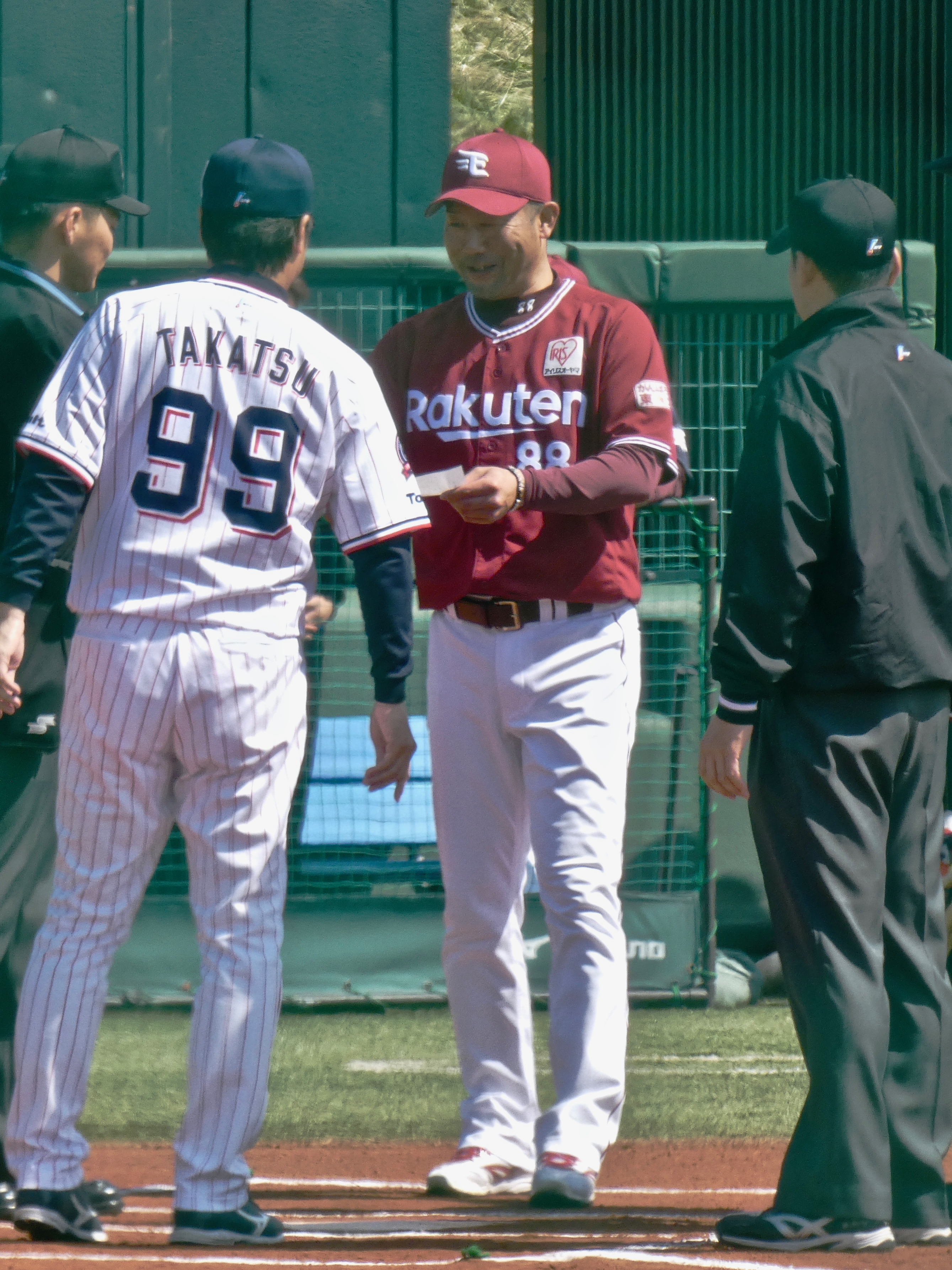
ヤクルト二軍監督時代
（2019年3月13日、ヤクルト戸田球場にて。中央は三木肇）

2013年より、フジテレビ『すぽると!』に加え、ニッポン放送『ショウアップナイター』・J SPORTSの野球解説者、スポーツニッポンの野球評論家も務めることとなった。
2014年シーズンより一軍投手コーチとして東京ヤクルトスワローズに復帰することが発表された。背番号は99。2015年は投手陣が安定し、救援防御率リーグ1位を記録、リーグ優勝に貢献した。
2017年からは二軍監督に就任。
2020年から同チームの一軍監督を務めることが発表された。背番号は現役時代と同じ22に変更された。大リーグ経験のある日本人選手の一軍監督就任は井口資仁以来2人目、日本の独立リーグの監督経験者がNPB監督に就任するのは史上初であり、ヤクルトとしては関根潤三以来31年ぶりの投手出身の監督である。就任1年目は投打ともに振るわず最下位に終わるも、先発ローテーションの間隔を大きく開けるなど新しい試みを行った2021年は、6年ぶりの優勝を成し遂げ球団史上初の投手出身優勝監督となった。CSファイナルステージも3位巨人相手に2試合連続完封勝利、3戦目も同点に追いつかれるも逆転は許さず、規定により6年ぶりの日本シリーズ進出を決めた。日本シリーズではオリックス・バファローズ相手に僅差の戦いを制し、4勝2敗の成績で球団の20年ぶり6度目となる日本一を達成した。これにより、胴上げ投手となった選手が同じ球団で監督として日本一になった初の事例となった。2022年1月14日、プレイヤー部門で野球殿堂入りを果たす。KBOやCPBL、BCリーグでプレー経験のある選手の表彰は高津が初めて。広島県出身者の殿堂入りは高津で16人目で、東京都の23人に次ぐ全国2位。
2022年から、登録名を「高」を異体字とした「髙津 臣吾」に変更した。6月14日、2年間の監督契約延長が発表された。同シーズンにリーグ2連覇を達成。また、チームの村上宗隆が日本出身選手としてシーズン最多となる56本塁打をシーズン最終打席で記録したことについて「漫画にも描けないようなこと」と称賛した。

## 人物
グラウンド内でのクールな立ち振る舞いとは裏腹に、グラウンド外では陽気なキャラクターの持ち主である。現役時代は毎年の春季キャンプにて、アフロヘアのカツラを被り、クリスタルキングのムッシュ吉崎の物真似で「大都会」を熱唱するという持ちネタを、フジテレビ系の『プロ野球ニュース』や『プロ野球珍プレー・好プレー大賞』などに向けて披露していた。1993年には珍プレー大賞を受賞している。また、2020年の一軍監督就任後には、試合で上田剛史が登場曲で「大都会」を使用した打席で三振に倒れた際にベンチで「『大都会』流したのに三振ですか」と声をかけたといったエピソードもある。
長男もかつて新潟明訓高等学校、武蔵大学でサイドスローの投手としてプレーしていた。
2022年から、苗字を従来の「高津」から「髙津」に変更した。
達筆で、ヤクルトの監督としてファンや選手に宛てたメッセージなどを、球団公式ツイッターが写真撮影して公開している。習字の経験はない。

## 詳細情報

### 年度別投手成績
| 年 度     | 球 団           | 登 板 | 先 発 | 完 投 | 完 封 | 無 四 球 | 勝 利 | 敗 戦 | セ 丨 ブ | ホ 丨 ル ド | 勝 率 | 打 者 | 投 球 回 | 被 安 打 | 被 本 塁 打 | 与 四 球 | 敬 遠 | 与 死 球 | 奪 三 振 | 暴 投 | ボ 丨 ク | 失 点 | 自 責 点 | 防 御 率 | W H I P |
| --------- | --------------- | ----- | ----- | ----- | ----- | -------- | ----- | ----- | -------- | ----------- | ----- | ----- | -------- | -------- | ----------- | -------- | ----- | -------- | -------- | ----- | -------- | ----- | -------- | -------- | ------- |
| 1991      | ヤクルト        | 13    | 2     | 1     | 0     | 0        | 1     | 1     | 0        | --          | .500  | 120   | 27.2     | 34       | 4           | 6        | 0     | 2        | 25       | 1     | 0        | 15    | 13       | 4.23     | 1.45    |
| 1992      | ヤクルト        | 23    | 11    | 3     | 0     | 0        | 5     | 3     | 0        | --          | .625  | 362   | 82.2     | 84       | 10          | 36       | 2     | 3        | 63       | 1     | 1        | 48    | 43       | 4.68     | 1.45    |
| 1993      | ヤクルト        | 56    | 1     | 0     | 0     | 0        | 6     | 4     | 20       | --          | .600  | 324   | 78.1     | 69       | 3           | 24       | 5     | 5        | 72       | 1     | 0        | 28    | 20       | 2.30     | 1.19    |
| 1994      | ヤクルト        | 47    | 0     | 0     | 0     | 0        | 8     | 4     | 19       | --          | .667  | 298   | 72.1     | 63       | 7           | 30       | 7     | 1        | 54       | 1     | 0        | 25    | 23       | 2.86     | 1.29    |
| 1995      | ヤクルト        | 39    | 0     | 0     | 0     | 0        | 1     | 3     | 28       | --          | .250  | 197   | 48.1     | 42       | 2           | 14       | 1     | 3        | 36       | 0     | 0        | 14    | 14       | 2.61     | 1.16    |
| 1996      | ヤクルト        | 39    | 0     | 0     | 0     | 0        | 2     | 6     | 21       | --          | .250  | 215   | 50.0     | 56       | 7           | 16       | 4     | 1        | 35       | 1     | 0        | 18    | 18       | 3.24     | 1.44    |
| 1997      | ヤクルト        | 51    | 3     | 0     | 0     | 0        | 7     | 4     | 7        | --          | .636  | 313   | 79.1     | 55       | 9           | 20       | 4     | 5        | 68       | 0     | 0        | 20    | 18       | 2.04     | 0.95    |
| 1998      | ヤクルト        | 42    | 0     | 0     | 0     | 0        | 2     | 3     | 3        | --          | .400  | 212   | 45.1     | 54       | 6           | 26       | 3     | 2        | 32       | 1     | 0        | 29    | 28       | 5.56     | 1.76    |
| 1999      | ヤクルト        | 40    | 0     | 0     | 0     | 0        | 1     | 1     | 30       | --          | .500  | 164   | 41.1     | 32       | 6           | 8        | 3     | 0        | 38       | 1     | 0        | 11    | 10       | 2.18     | 0.97    |
| 2000      | ヤクルト        | 35    | 0     | 0     | 0     | 0        | 0     | 1     | 29       | --          | .000  | 139   | 34.2     | 32       | 4           | 8        | 0     | 1        | 29       | 0     | 0        | 8     | 8        | 2.08     | 1.15    |
| 2001      | ヤクルト        | 52    | 0     | 0     | 0     | 0        | 0     | 4     | 37       | --          | .000  | 212   | 51.2     | 49       | 3           | 13       | 3     | 0        | 39       | 1     | 0        | 17    | 15       | 2.61     | 1.20    |
| 2002      | ヤクルト        | 44    | 0     | 0     | 0     | 0        | 0     | 2     | 32       | --          | .000  | 174   | 41.2     | 37       | 6           | 11       | 1     | 3        | 28       | 1     | 0        | 19    | 18       | 3.89     | 1.15    |
| 2003      | ヤクルト        | 44    | 0     | 0     | 0     | 0        | 2     | 3     | 34       | --          | .400  | 185   | 42.0     | 42       | 7           | 21       | 7     | 0        | 26       | 2     | 0        | 18    | 14       | 3.00     | 1.50    |
| 2004      | CWS             | 59    | 0     | 0     | 0     | 0        | 6     | 4     | 19       | 4           | .600  | 245   | 62.1     | 40       | 6           | 21       | 3     | 2        | 50       | 1     | 0        | 17    | 16       | 2.31     | 0.98    |
| 2005      | CWS             | 31    | 0     | 0     | 0     | 0        | 1     | 2     | 8        | 3           | .333  | 130   | 28.2     | 30       | 9           | 16       | 1     | 0        | 32       | 1     | 0        | 19    | 19       | 5.97     | 1.61    |
| 2005      | NYM             | 9     | 0     | 0     | 0     | 0        | 1     | 0     | 0        | 1           | 1.000 | 38    | 7.2      | 11       | 2           | 3        | 1     | 0        | 6        | 0     | 0        | 2     | 2        | 2.35     | 1.83    |
| '05計     | NYM             | 40    | 0     | 0     | 0     | 0        | 2     | 2     | 8        | 4           | .500  | 168   | 36.1     | 41       | 11          | 19       | 2     | 0        | 38       | 1     | 0        | 21    | 21       | 5.20     | 1.65    |
| 2006      | ヤクルト        | 48    | 0     | 0     | 0     | 0        | 1     | 2     | 13       | 8           | .333  | 173   | 42.2     | 33       | 3           | 15       | 1     | 1        | 31       | 0     | 1        | 15    | 13       | 2.74     | 1.13    |
| 2007      | ヤクルト        | 25    | 0     | 0     | 0     | 0        | 0     | 5     | 13       | 0           | .000  | 110   | 23.1     | 32       | 4           | 7        | 2     | 0        | 15       | 0     | 0        | 17    | 16       | 6.17     | 1.67    |
| 2008      | ウリ ヒーローズ | 18    | 0     | 0     | 0     | 0        | 1     | 0     | 8        | 0           | 1.000 | 85    | 21.0     | 16       | 1           | 5        | 0     | 4        | 18       | 0     | 0        | 2     | 2        | 0.86     | 1.00    |
| 2010      | 興農            | 40    | 0     | 0     | 0     | 0        | 1     | 2     | 26       | 2           | .333  | 168   | 43.0     | 29       | 0           | 8        | 0     | 2        | 32       | 1     | 1        | 13    | 9        | 1.88     | 0.86    |
| NPB：15年 | NPB：15年       | 598   | 17    | 4     | 0     | 0        | 36    | 46    | 286      | 8           | .439  | 3198  | 761.1    | 714      | 81          | 255      | 43    | 27       | 591      | 11    | 2        | 302   | 271      | 3.20     | 1.27    |
| MLB：2年  | MLB：2年        | 99    | 0     | 0     | 0     | 0        | 8     | 6     | 27       | 8           | .571  | 413   | 98.2     | 81       | 17          | 40       | 5     | 2        | 88       | 2     | 0        | 38    | 37       | 3.38     | 1.23    |
| KBO：1年  | KBO：1年        | 18    | 0     | 0     | 0     | 0        | 1     | 0     | 8        | 0           | 1.000 | 85    | 21.0     | 16       | 1           | 5        | 0     | 4        | 18       | 0     | 0        | 2     | 2        | 0.86     | 1.00    |
| CPBL：1年 | CPBL：1年       | 40    | 0     | 0     | 0     | 0        | 1     | 2     | 26       | 2           | .333  | 168   | 43.0     | 29       | 0           | 8        | 0     | 2        | 32       | 1     | 1        | 13    | 9        | 1.88     | 0.86    |

- 各年度の太字はリーグ最高

### 年度別守備成績
| 年 度 | 球 団           | 投手（P） | 投手（P） | 投手（P） | 投手（P） | 投手（P） | 投手（P） |
| 年 度 | 球 団           | 試 合     | 刺 殺     | 補 殺     | 失 策     | 併 殺     | 守 備 率  |
| ----- | --------------- | --------- | --------- | --------- | --------- | --------- | --------- |
| 1991  | ヤクルト        | 13        | 3         | 4         | 1         | 0         | .875      |
| 1992  | ヤクルト        | 23        | 1         | 12        | 0         | 1         | 1.000     |
| 1993  | ヤクルト        | 56        | 3         | 19        | 1         | 2         | .957      |
| 1994  | ヤクルト        | 47        | 7         | 10        | 0         | 0         | 1.000     |
| 1995  | ヤクルト        | 39        | 3         | 9         | 0         | 0         | 1.000     |
| 1996  | ヤクルト        | 39        | 0         | 8         | 0         | 0         | 1.000     |
| 1997  | ヤクルト        | 51        | 5         | 17        | 0         | 1         | 1.000     |
| 1998  | ヤクルト        | 42        | 0         | 12        | 0         | 0         | 1.000     |
| 1999  | ヤクルト        | 40        | 5         | 5         | 0         | 1         | 1.000     |
| 2000  | ヤクルト        | 35        | 6         | 6         | 0         | 1         | 1.000     |
| 2001  | ヤクルト        | 52        | 4         | 12        | 0         | 1         | 1.000     |
| 2002  | ヤクルト        | 44        | 2         | 6         | 1         | 0         | .889      |
| 2003  | ヤクルト        | 44        | 7         | 6         | 0         | 0         | 1.000     |
| 2004  | CWS             | 59        | 1         | 10        | 0         | 0         | 1.000     |
| 2005  | CWS             | 31        | 3         | 2         | 0         | 0         | 1.000     |
| 2005  | NYM             | 9         | 0         | 2         | 0         | 1         | 1.000     |
| '05計 | NYM             | 40        | 3         | 4         | 0         | 1         | 1.000     |
| 2006  | ヤクルト        | 48        | 2         | 9         | 0         | 0         | 1.000     |
| 2007  | ヤクルト        | 25        | 2         | 3         | 0         | 0         | 1.000     |
| 2008  | ウリ ヒーローズ | 18        | 0         | 3         | 0         | 0         | 1.000     |
| 2010  | 興農            | 40        | 2         | 9         | 0         | 1         | 1.000     |
| NPB   | NPB             | 598       | 50        | 138       | 3         | 7         | .984      |
| MLB   | MLB             | 99        | 4         | 14        | 0         | 1         | 1.000     |
| KBO   | KBO             | 18        | 0         | 3         | 0         | 0         | 1.000     |
| CPBL  | CPBL            | 40        | 2         | 9         | 0         | 1         | 1.000     |

### タイトル
NPB
- 最優秀救援投手：4回（1994年、1999年、2001年、2003年）

### 表彰
NPB
- 月間MVP：2回（投手部門：2000年5月、2001年8月）
- 日本シリーズ優秀選手賞：2回（1993年、1995年）
- セ・リーグ 連盟特別表彰：3回（会長特別賞：2003年[注釈 6]、最優秀監督賞：2021年・2022年）
- 正力松太郎賞：1回（2021年）
- ファイアマン賞：3回（1994年、1999年、2001年）
- JA全農Go・Go賞：1回（救援賞：1995年7月）

MLB
- Baseball Digest ルーキーオールスターチーム（英語版）（クローザー部門：2004年）[60]

### 記録

#### NPB
初記録
- 初登板：1991年4月24日、対横浜大洋ホエールズ5回戦（横浜スタジアム）、5回裏一死に4番手として救援登板、1回2/3を2失点
- 初奪三振：1991年5月2日、対中日ドラゴンズ5回戦（ナゴヤ球場）、8回裏に宇野勝から
- 初先発登板・初完投・初勝利・初先発勝利・初完投勝利：1991年9月12日、対横浜大洋ホエールズ26回戦（明治神宮野球場）、9回2失点
- 初セーブ：1993年5月2日、対読売ジャイアンツ3回戦（東京ドーム）、6回裏一死に2番手として救援登板・完了、3回2/3を2失点

節目の記録
- 100セーブ：1999年4月17日、対阪神タイガース2回戦（福岡ドーム）、9回表に3番手として救援登板・完了、1回無失点 ※史上10人目
- 150セーブ：2000年9月6日、対阪神タイガース20回戦（明治神宮野球場）、9回表に3番手として救援登板・完了、1回無失点 ※史上3人目
- 200セーブ：2002年4月28日、対阪神タイガース6回戦（阪神甲子園球場）、9回裏に4番手として救援登板・完了、1回無失点 ※史上2人目
- 500試合登板：2003年6月20日、対横浜ベイスターズ12回戦（明治神宮野球場）、9回表に3番手として救援登板・完了、1回無失点でセーブ投手 ※史上71人目（同時に通算270セーブポイントのNPB記録を達成）
- 250セーブ：2003年8月16日、対中日ドラゴンズ19回戦（ナゴヤドーム）、9回裏に5番手として救援登板・完了、1回無失点 ※史上初

その他の記録
- 日本シリーズ通算セーブ：8 ※歴代1位
- オールスターゲーム出場：6回（1994年、1996年、1999年、2000年、2003年、2007年）

#### MLB
初記録
- 初登板：2004年4月9日、対ニューヨーク・ヤンキース戦（ヤンキー・スタジアム）、9回裏に2番手として救援登板・完了、1回2失点
- 初奪三振：同上、デレク・ジーターから
- 初勝利：2004年5月1日、対トロント・ブルージェイズ戦（USセルラー・フィールド）、10回表に4番手として救援登板・完了、1回無失点
- 初セーブ：2004年6月12日、対アトランタ・ブレーブス戦（USセルラー・フィールド）、9回表に4番手として救援登板・完了、1回無失点

#### NPB/MLB通算
節目の記録
- 300セーブ：2006年10月7日、対広島東洋カープ20回戦（明治神宮野球場）、9回表に3番手として救援登板・完了、1回無失点 ※史上2人目

### 独立リーグでの投手成績
| 年 度    | 球 団    | 登 板 | 完 投 | 勝 利 | 敗 戦 | セ 丨 ブ | 勝 率 | 打 者 | 投 球 回 | 被 安 打 | 被 本 塁 打 | 与 四 球 | 与 死 球 | 奪 三 振 | 暴 投 | ボ 丨 ク | 失 点 | 自 責 点 | 防 御 率 | W H I P |
| -------- | -------- | ----- | ----- | ----- | ----- | -------- | ----- | ----- | -------- | -------- | ----------- | -------- | -------- | -------- | ----- | -------- | ----- | -------- | -------- | ------- |
| 2011     | 新潟     | 27    | 0     | 0     | 2     | 16       | .000  | 98    | 25.0     | 20       | 1           | 7        | 2        | 18       | 1     | 0        | 6     | 6        | 2.16     | 1.08    |
| 2012     | 新潟     | 1     | 0     | 0     | 0     | 0        | ----  | 1     | 0.1      | 0        | 0           | 0        | 0        | 0        | 0     | 0        | 0     | 0        | 0.00     | 0.00    |
| BCL：2年 | BCL：2年 | 28    | 0     | 0     | 2     | 16       | .000  | 99    | 25.1     | 20       | 1           | 7        | 2        | 18       | 1     | 0        | 6     | 6        | 2.15     | 1.08    |

- 太字はリーグ最高

### 背番号
- 22（1990年[14] - 2003年、2007年[28]、2010年 - 2012年、2020年[46] - ）※オイシックス新潟アルビレックス・ベースボール・クラブの永久欠番（2012年9月22日制定）
- 10（2004年 - 2005年）
- 11（2006年[28]）
- 33（2008年）
- 99（2014年[43] - 2019年）

### 通算監督成績
| 年 度     | 球 団     | 順 位     | 試 合 | 勝 利 | 敗 戦 | 引 分 | 勝 率 | ゲ ｜ ム 差            | 本 塁 打               | 打 率                  | 防 御 率               | 年 齡                  |
| --------- | --------- | --------- | ----- | ----- | ----- | ----- | ----- | ---------------------- | ---------------------- | ---------------------- | ---------------------- | ---------------------- |
| 2020      | ヤクルト  | 6位       | 120   | 41    | 69    | 10    | .373  | 25.0                   | 114                    | .242                   | 4.61                   | 51歳                   |
| 2021      | ヤクルト  | 1位       | 143   | 73    | 52    | 18    | .584  | ---                    | 142                    | .254                   | 3.48                   | 52歳                   |
| 2022      | ヤクルト  | 1位       | 143   | 80    | 59    | 4     | .576  | ---                    | 174                    | .250                   | 3.52                   | 53歳                   |
| 2023      | ヤクルト  | 5位       | 143   | 57    | 83    | 3     | .407  | 29.0                   | 123                    | .239                   | 3.66                   | 54歳                   |
| 2024      | ヤクルト  | 5位       | 143   | 62    | 77    | 4     | .446  | 16.5                   | 103                    | .243                   | 3.64                   | 55歳                   |
| 通算：5年 | 通算：5年 | 通算：5年 | 686   | 312   | 335   | 39    | .482  | Aクラス2回、Bクラス3回 | Aクラス2回、Bクラス3回 | Aクラス2回、Bクラス3回 | Aクラス2回、Bクラス3回 | Aクラス2回、Bクラス3回 |

- 2024年度シーズン終了時

※1 太字は日本一
※2 2022年7月13日・14日の対中日ドラゴンズ12回戦・13回戦（両日共にバンテリンドーム ナゴヤ）、16日・17日の対横浜DeNAベイスターズ13回戦・14回戦（両日共に横浜スタジアム）、18日・19日の対読売ジャイアンツ16回戦・17回戦（両日共に明治神宮野球場）はCOVID-19罹患による体調不良のため欠場。監督代行は松元ユウイチ（1勝5敗）、通算成績に含まない
ポストシーズン
| 年 度 | 球 団    | 大 会 名                                            | 相 手                                     | 勝 敗                      |
| ----- | -------- | --------------------------------------------------- | ----------------------------------------- | -------------------------- |
| 2021  | ヤクルト | セ・リーグクライマックスシリーズ ファイナルステージ | 読売ジャイアンツ（セ・リーグ3位）         | 3勝0敗1分=日本シリーズ進出 |
| 2021  | ヤクルト | 日本シリーズ                                        | オリックス・バファローズ（パ・リーグ1位） | 4勝2敗=日本一              |
| 2022  | ヤクルト | セ・リーグクライマックスシリーズ ファイナルステージ | 阪神タイガース（セ・リーグ3位）           | 3勝0敗=日本シリーズ進出    |
| 2022  | ヤクルト | 日本シリーズ                                        | オリックス・バファローズ（パ・リーグ1位） | 2勝4敗1分=敗退             |

- 勝敗の太字は勝利したシリーズ

※1 リーグ優勝球団に与えられるアドバンテージによる1勝を含む

### 登録名
- 高津 臣吾（たかつ しんご、1991年 - 2003年、2006年 - 2007年、2011年 - 2012年、2014年 - 2021年）
- 髙津 臣吾（たかつ しんご、2022年 - ）

## 関連情報

### 著書
- 『ナンバー2の男』（ぴあ、2004年4月） ISBN 978-4835609300
- 『高津臣吾 必殺シンカー 変幻自在の投球術』（ベースボール・マガジン社、2012年11月） ISBN 978-4583104126
- 『二軍監督の仕事 育てるためなら負けてもいい』（光文社新書、2018年11月） ISBN 978-4-334-04383-4
- 『一軍監督の仕事 育った彼らを勝たせたい』（光文社新書、2022年4月）ISBN 978-4334046040